# استورلین
استورلین (به سوئدی: Storlien) یک منطقهٔ مسکونی در سوئد است که در بخش آووره واقع شده‌است. استورلین ۷۰ نفر جمعیت دارد.